# Escalada de roques

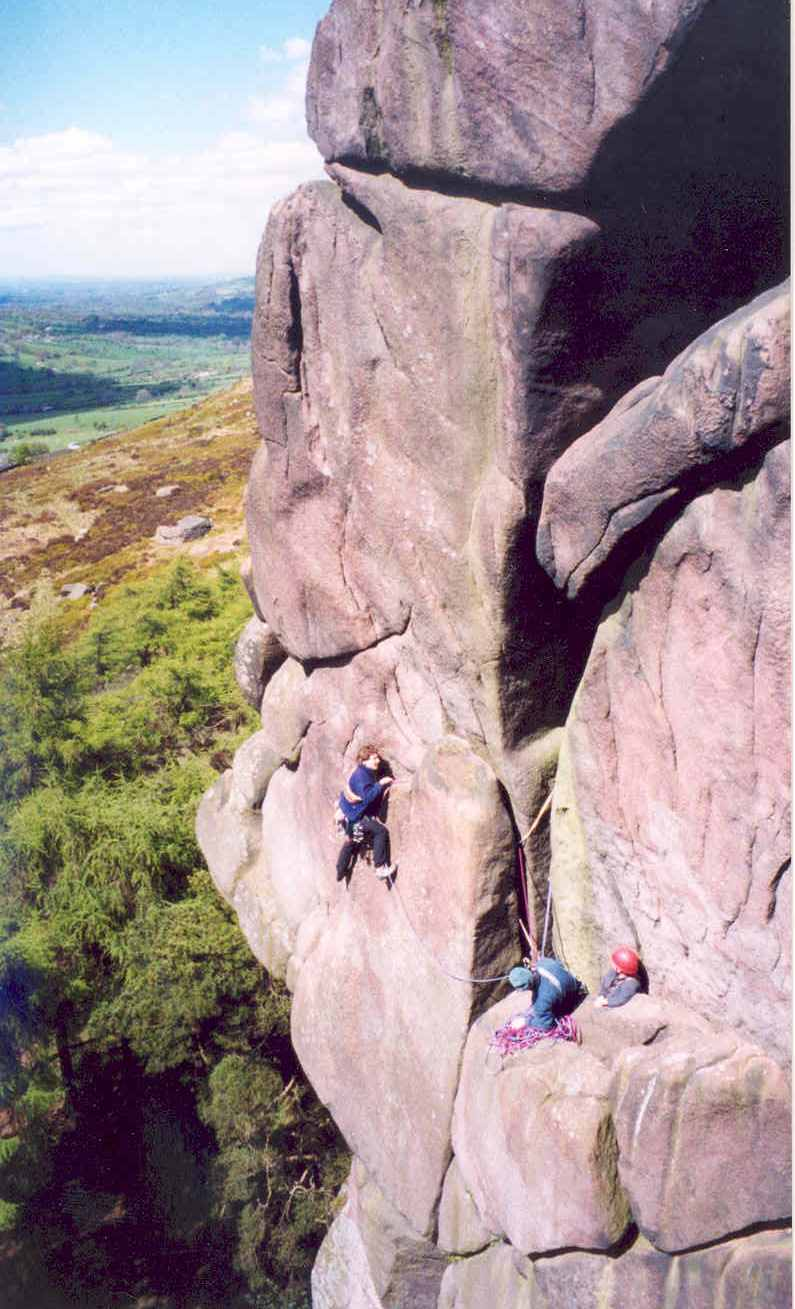
Escaladors en la formació «Valkyrie" a The Roaches, Regne Unit.

L'escalada de roques és un esport en el qual els participants escalen o baixen per una formació de roques natural o dissenyada per poder-la escalar. Es tracta d'arribar al cim o a una part designada com a meta sense caure. La persona que arriba al final, o la que no cau, és la que guanya. En el recorregut es va incrementant la dificultat. Encara que els éssers humans sempre han escalat muntanyes, aquest esport (com a tal) no es va començar a desenvolupar fins al segle xx.
L'escalada en roca consisteix a ascendir sobre línies rocoses, utilitzant eines especialitzades o les mans i peus com a punts de suport. L'escalada en roca és una disciplina que requereix una preparació física i psicològica, a més d'un aprenentatge perfecte de les tècniques d'ascens i seguretat.